# بوبكر جوزيف ندياي
بوبكر جوزيف ندياي (بالفرنسية: Boubacar Joseph Ndiaye)‏ هو أمين متحف سنغالي، ولد في 15 أكتوبر 1922 في روفسك في السنغال، وتوفي في 6 فبراير 2009 في داكار في السنغال.

## وصلات خارجية
- بوبكر جوزيف ندياي على موقع IMDb (الإنجليزية)
- بوبكر جوزيف ندياي على موقع قاعدة بيانات الفيلم (الإنجليزية)